# Simangaronsang
Simangaronsang is een bestuurslaag in het regentschap Humbang Hasundutan van de provincie Noord-Sumatra, Indonesië. Simangaronsang telt 1654 inwoners (volkstelling 2010).